# Pentobesa apostatica
Pentobesa apostatica är en fjärilsart som beskrevs av Dyar 1915. Pentobesa apostatica ingår i släktet Pentobesa och familjen tandspinnare. Inga underarter finns listade i Catalogue of Life.